# Баялдир
Баялди́р (каз. Байылдыр) — село у складі Кентауської міської адміністрації Туркестанської області Казахстану. Адміністративний центр та єдиний населений пункт Баялдирського сільського округ.
У радянські часи село мало статус смт.
Населення — 1582 особи (2021; 1528 у 2009, 2093 у 1999, 2249 у 1989).
До 2008 року село мало статус селища. 27 червня 2016 року до села було приєднано територію площею 0,28 км².